# Залкинд, Милтон
Милтон Залкинд (англ. Milton Salkind; 1916, Уилмингтон, штат Делавэр — 9 декабря 1998, Сан-Франциско) — американский пианист и музыкальный педагог.
Окончил Джульярдскую школу, ученик Ирвина Фрейндлиха. Концертировал как пианист, особенно в составе дуэта со своей женой Пегги Залкинд. Преимущественно, однако, известен как многолетний (1966—1990) президент Консерватории Сан-Франциско, под руководством которого это учебное заведение существенно выросло (число студентов увеличилось вшестеро), к сотрудничеству с ним в той или иной форме были привлечены выдающиеся музыканты.